# Battaglia di Gabe
La battaglia di Gabe fu uno scontro militare avvenuto durante la campagna asiatica di Alessandro Magno, nell'inverno del 328 a.C. In questo conflitto, Ceno, uno dei generali di Alessandro, riuscì a ottenere una vittoria decisiva contro Spitamene. La battaglia ebbe luogo nei pressi della città chiamata Gabe (in greco antico: Γαβάι?, Gabai), situata nel sud dell'attuale Uzbekistan, probabilmente nei dintorni del fiume Zeravšan, a ovest di Samarcanda. Gabe è generalmente identificata con l'odierna città di Buchara.

## Antefatto
Tra la fine del 330 e l'inizio del 329 a.C., Alessandro Magno, dopo aver attraversato l'Hindu Kush in direzione nord, penetrò nelle regioni dell'Asia centrale note come Battriana e Sogdiana, corrispondenti all'odierno Afghanistan, Tagikistan meridionale e Uzbekistan. Dopo il suo arrivo, ricevette da Spitamene, satrapo persiano della Sogdiana, la consegna del fuggitivo Besso, l'assassino del re Dario III. Tuttavia, Spitamene non intendeva sottomettersi al conquistatore macedone, probabilmente perché non credeva che Alessandro si sarebbe stabilito a lungo nella regione. Con i suoi seguaci, Spitamene si ritirò nelle steppe situate a ovest della Sogdiana, da dove condusse una guerra di guerriglia contro Alessandro, durata quasi due anni. In questo periodo riuscì anche a ottenere alcuni successi temporanei, come l'assedio dei Macedoni a Maracanda (Samarcanda) e la distruzione del contingente di 2.000 uomini al comando di Farnuce – l'unica vera sconfitta militare subita da Alessandro durante la sua campagna.
La forza militare di Spitamene si basava soprattutto sui veloci cavalieri delle tribù dei Dai e, in particolare, dei Massageti, spesso classificati dagli storici antichi tra gli Sciti. I Massageti erano noti agli Elleni e temuti, in quanto considerati il popolo contro cui il re persiano Ciro II avrebbe combattuto la sua ultima e fatale battaglia. Le ampie steppe situate nell'attuale Uzbekistan settentrionale e Turkmenistan fungevano da base operativa e rifugio per Spitamene, da cui partiva per rapide incursioni contro le truppe macedoni. Contro questa tattica di guerriglia, Alessandro dovette abbandonare la consueta strategia della battaglia campale, alla quale era abituato, e adattarsi, impiegando colonne mobili di dimensioni ridotte, capaci di agire in maniera autonoma e flessibile.

## Battaglia
Quando Spitamene, nella primavera del 328 a.C., intraprese una nuova incursione in Battriana e conquistò Zariaspa (l'odierna Balkh), Cratero, al comando di una colonna dell'esercito, marciò nel territorio dei Massageti e riuscì a infliggere loro una sconfitta, senza però poterli inseguire nelle profonde regioni delle steppe. Nel frattempo, Alessandro, che si trovava a Maracanda (Samarcanda) – e che aveva appena ucciso in un impeto d'ira il suo amico Clito il Nero – progettava di marciare con il grosso dell'esercito verso Nautaca (l'attuale Šachrisabz). Lasciò invece in loco una forza più ridotta al comando di Ceno, con il compito di svernare, fronteggiare eventuali focolai di ribellione e soprattutto intercettare Spitamene. A disposizione di Ceno vi erano due battaglioni di fanteria macedone (pezhetairoi, ciascuno di 1.536 uomini), il proprio e quello di Meleagro, 400 cavalieri compagni (hetairoi) e tutti i lanciatori di giavellotto a cavallo (hippakontistai) disponibili, anche se il numero preciso di questi ultimi non è tramandato.
All'inizio della seconda metà del 328 a.C., Spitamene si trovava in una posizione critica: quasi tutte le città fortificate di Sogdiana e Battriana erano ormai saldamente in mano ad Alessandro, e con le sue truppe nomadi non aveva reali possibilità di assediarle. L'unico modo per mantenere la lealtà delle sue forze era garantire bottino attraverso il saccheggio, un'opportunità ormai rara a causa della presenza delle guarnigioni macedoni. Venuto a sapere della partenza di Alessandro, Spitamene decise di affrontare Ceno, nella speranza di sconfiggerlo in campo aperto e poi penetrare vittorioso a Maracanda – una strategia che gli aveva già dato successo a Zariaspa. Con 3.000 cavalieri, attaccò i dintorni della fortezza frontaliera sogdiana di Gabe, spingendo Ceno a marciare contro di lui.
La battaglia di Gabe è menzionata unicamente da Arriano, il quale, però, non la descrive nei dettagli come altre battaglie della campagna di Alessandro. Questo probabilmente perché la sua principale fonte, Tolomeo (compagno d'armi di Alessandro), non fu testimone diretto dello scontro, e quindi non poté fornirgli alcuna testimonianza precisa. Arriano si limita a riferire che Ceno uscì vittorioso da un combattimento aspro e causò gravi perdite al nemico. Non viene tuttavia spiegato quale tattica Ceno adottò per sconfiggere i rapidi cavalieri nomadi con una forza prevalentemente composta da fanteria.

## Conseguenze
Spitamene riuscì a fuggire dal campo di battaglia verso le steppe dei Massageti, suoi alleati, ma aveva ormai perso ogni autorità nei loro confronti come comandante. Temendo una spedizione punitiva dei Macedoni contro le loro terre, i Massageti decisero infine di ucciderlo e inviarono la sua testa ad Alessandro. Con la morte di Spitamene, la resistenza in Asia centrale si spense definitivamente entro la primavera del 327 a.C., ponendo fine a una fase del conflitto che aveva impegnato Alessandro per due anni. Ironia della sorte, Spitamene cadde per mano di traditori, così come Besso, che egli stesso aveva tradito, e Dario III, a sua volta tradito da Besso.
L'anno 327 a.C. fu quindi dedicato da Alessandro ai preparativi per la campagna in India, che ebbe inizio con una seconda traversata dell'Hindu Kush nell'inverno tra il 327 e il 326 a.C.